# Baryconus bidentatus
Baryconus bidentatus är en stekelart som beskrevs av Ritchie och Lubomir Masner 1983. Baryconus bidentatus ingår i släktet Baryconus och familjen Scelionidae. Inga underarter finns listade.